# تومي ألين
تومي ألين (بالإنجليزية: Tommy Allen)‏ (1 مايو 1897 في المملكة المتحدة - 10 مايو 1968 بوالسال في المملكة المتحدة) هو لاعب كرة قدم بريطاني (وحمل سابقاً جنسية المملكة المتحدة لبريطانيا العظمى وأيرلندا) في مركز حراسة المرمى. لعب مع كوفنتري سيتي ونادي ساوثهامبتون ونادي سندرلاند ونادي نورثامبتون تاون ووولفرهامبتون واندررز ونادي كيدرمينستر هاريرز لكرة القدم وأكرينجتون ستانلي ‏ وCradley Heath F.C. ‏.